# Armbanduhren (Magazin)
Das Armbanduhren Magazin ist eine deutsche Special-Interest-Zeitschrift, die sich auf Armbanduhren spezialisiert hat. Das Magazin behandelt verschiedene Themen aus der Uhrenwelt, darunter Uhrenbewertungen, Neuerscheinungen auf dem Markt, Sammlerstücke, technische Entwicklungen und bietet auch Beratung. Es richtet sich an Sammler, Enthusiasten und Liebhaber mechanischer Armbanduhren. Es wurde 1993 in Königswinter unter dem Heel Verlag gegründet und erscheint 6× im Jahr. Zusätzlich wird jährlich ein Armbanduhren-Katalog herausgegeben, welcher jeweils über 100 Marken und 1000 Modelle beinhaltet.

## Schwerpunkte
Das Magazin deckt  Themen um die Uhr ab, der Schwerpunkt des Magazins liegt primär jedoch auf mechanischen Armbanduhren. Neben Uhrenbewertungen, Berichterstattung über neue und alte Uhrenmodelle, technische Entwicklungen und Informationen über begehrte und seltene Uhren, bietet das Magazin auch Hintergrundwissen der Uhrenindustrie, sowie regelmäßige Interviews mit den Persönlichkeiten hinter den Uhrenmarken und aktuelle Berichte über Messen und Veranstaltungen.
Tagesaktuelle Berichte werden zusätzlich auf der Onlinepräsenz des Magazins veröffentlicht.

## Wahl zur Uhr des Jahres
Seit 1993 wird jedes Jahr ein Uhrenmodell zur „Uhr des Jahres“ gewählt. Unter der Leitung des Chefredakteurs Peter Braun nominiert die Redaktion vorab eine bestimmte Zahl von Modellen, aus denen die Leser des Magazins und die User der Onlinepräsenz von Armbanduhren ihre „Uhr des Jahres“ wählen können. Zusätzlich werden Sieger weiterer Kategorien gekürt, wie Trendsetter oder Innovationen.